# Bertie Peacock
John Robert „Bertie” Peacock (ur. 29 września 1928 w Coleraine, zm. 22 lipca 2004) – północnoirlandzki piłkarz występujący na pozycji obrońcy. Trener piłkarski.

## Kariera klubowa
Peacock karierę rozpoczynał w 1945 roku w Coleraine. Następnie grał w Glentoranie, a w 1949 roku przeszedł do szkockiego Celtiku. Przez 12 lat gry dla tego klubu, zdobył z nim mistrzostwo Szkocji (1954), dwa Puchary Szkocji (1951, 1954) oraz dwa Puchary Ligi Szkockiej (1957, 1958).
W 1961 roku Peacock wrócił do Coleraine, gdzie został grającym trenerem. W 1962 roku był stamtąd wypożyczany do szkockiego Greenock Morton, a także kanadyjskiego Hamilton Steelers. W Coleraine grał do 1971 roku, a potem jeszcze przez trzy lata trenował ten zespół.

## Kariera reprezentacyjna
W reprezentacji Irlandii Północnej Peacock zadebiutował 6 października 1951 w przegranym 0:3 pojedynku British Home Championship ze Szkocją. W 1958 roku został powołany do kadry na mistrzostwa świata. Zagrał na nich w meczach z Czechosłowacją (1:0), Argentyną (1:3), RFN (2:2) oraz ponownie z Czechosłowacją (2:1). Z tamtego turnieju Irlandia Północna odpadła w ćwierćfinale.
4 października 1958 w zremisowanym 3:3 spotkaniu British Home Championship z Anglią strzelił swojego pierwszego gola w drużynie narodowej. W latach 1951–1961 Peacock rozegrał w niej 31 spotkań i zdobył 2 bramki.

## Kariera trenerska
W 1961 roku Peacock został selekcjonerem reprezentacji Irlandii Północnej. W roli tej zadebiutował 10 października 1962 w wygranym 2:0 meczu eliminacji mistrzostw Europy 1964 z Polską. Do 1967 roku kadrę Irlandii Północnej poprowadził w 28 spotkaniach.